# Oh Jae-suk
Oh Jae-suk (kor. 오재석; * 4. Januar 1990 in Uijeongbu) ist ein südkoreanischer Fußballspieler.

## Karriere

### Verein
Oh Jae-suk erlernte das Fußballspielen in den Schulmannschaften der Jaehyun Middle School und der Baegam Middle School, dem Yongin Football Center sowie in der Universitätsmannschaft der Kyung-Hee-Universität. Seinen ersten Vertrag unterschrieb er 2010 bei den Suwon Samsung Bluewings. Der Verein aus Suwon spielte in der ersten Liga, der K League. 2010 gewann er mit dem Verein den Korean FA Cup. Das Endspiel gegen Busan IPark gewann man mit 1:0. Die Saison 2011 wurde er an den Ligakonkurrenten Gangwon FC nach Gangwon-do ausgeliehen. Nach der Ausleihe wurde er von Gangwon fest unter Vertrag genommen. 2013 wechselte er nach Japan. Hier unterschrieb er einen Vertrag bei Gamba Osaka. Der Verein aus Suita spielte in der zweiten Liga, der J2 League. Die Saison 2013 wurde man Meister der Liga und stieg in die erste Liga auf. Ein Jahr später feierte er mit dem Verein die japanische Meisterschaft. Im gleichen Jahr gewann er mit Osaka den Emperor’s Cup und den J. League Cup. 2015 feierte er die Vizemeisterschaft und den Gewinn des japanischen Supercups. Das Finale des Emperor’s Cup gewann er ebenfalls 2015. Das Endspiel gegen die Urawa Red Diamonds gewann man mit 2:1. Vom 1. Juli 2019 bis Saisonende wurde er an den Ligakonkurrenten FC Tokyo ausgeliehen. Mit dem Verein aus Tokio feierte er die Vizemeisterschaft. Nach über 100 Spielen für Gamba wechselte er 2019 zum ebenfalls in der ersten Liga spielenden Nagoya Grampus. Für den Klub aus Nagoya absolvierte er 22 Erstligaspiele. 2021 kehrte er in seine Heimat zurück. Hier unterschrieb er einen Vertrag beim Erstligisten Incheon United in Incheon.

### Nationalmannschaft
Oh Jae-suk spielte viermal in der südkoreanischen Nationalmannschaft.

## Erfolge
Suwon Samsung Bluewings
- Korean FA Cup: 2010

Gamba Osaka
- J1 League: 2014
- J2 League: 2013  ▲
- Emperor’s Cup: 2014, 2015
- J. League Cup 2014
- Supercup: 2015